# Gonçalo António da Silva Ferreira Sampaio
Gonçalo António da Silva Ferreira Sampaio (26 de marzo de 1865 - 28 de julio de 1937) fue un botánico, pteridólogo, algólogo y micólogo portugués. De origen humilde, gracias a parientes y amigos pudo estudiar en Braga y después en Oporto.
En 1912 es designado profesor catedrático.
Fue profesor de la "Academia Politécnica" (después Facultad de Ciencias") de la Universidad de Oporto de 1901 a 1935.

## Obras
- Flora de Portugal
- Estudo sobre a flora nos arredores do Porto (1900)
- Estudos Botânicos (1912)

## Honores

### Eponimia
- (Apiaceae) Bunium sampaioi M.Hiroe[1]

- (Cyatheaceae) Cyathea sampaioana Brade & Rosenst.[2]

- (Fabaceae) Dalbergia sampaioana Kuhlm. & Hoehne[3]

- (Hymenophyllaceae) Sphaerocionium sampaioanum (Brade & Rosenst.) Copel.[4]

- (Lamiaceae) Lavandula sampaioana (Rozeira) Rivas Mart., T.E.Díaz & Fern.Gonz.[5]

- (Lycopodiaceae) Urostachys sampaioanus Nessel[6]

- (Meliaceae) Trichilia sampaioana Harms[7]

- (Orchidaceae) Habenaria sampaioana Schltr.[8]

- (Piperaceae) Ottonia sampaioi Yunck.[9]

- (Plumbaginaceae) Armeria sampaioi (Bernis) Nieto Fel.[10]

- (Quiinaceae) Lacunaria sampaioi Ducke[11]

- (Rubiaceae) Simira sampaioana (Standl.) Steyerm.[12]

- (Tiliaceae) Triumfetta sampaioi Monteiro[13]

- La abreviatura «Samp.» se emplea para indicar a Gonçalo António da Silva Ferreira Sampaio como autoridad en la descripción y clasificación científica de los vegetales.[14]